# ماركو سانجالي
ماركو سانجالي (بالإسبانية: Marco Sangalli) (7 فبراير 1992 بسان سيباستيان في إسبانيا - ) هو لاعب كرة قدم إسباني في مركز جناح ‏. لعب مع ديبورتيفو ألافيس وريال سوسيداد ب وريال سوسيداد ونادي ميرانديس.

## روابط خارجية
- ماركو سانجالي على موقع قاعدة بيانات كرة القدم.إي يو (الإنجليزية)
- ماركو سانجالي على موقع Soccerway.com (الإنجليزية)
- ماركو سانجالي على موقع AS.com (الإسبانية)